# Monthly Notices of the Royal Astronomical Society
Monthly Notices of the Royal Astronomical Society (Avisos Mensuales de la Sociedad Real de Astronomía) (MNRAS), es una de las más importantes revistas científicas del mundo en astronomía y astrofísica. El primer número de MNRAS fue publicado el 9 de febrero de 1827 (como Monthly Notices of the Astronomical Society of London, (Avisos Mensuales de la Sociedad Astronómica de Londres) y se ha publicado continuamente desde entonces. Tomó su nombre actual en su segundo volumen, después de que la Sociedad Astronómica de Londres se convirtiera en la Royal Astronomical Society (RAS).
Desde alrededor de 1961 fue publicada en el interior del RAS hasta alrededor de 1965, cuando comenzó a ser publicada por Blackwell Scientific Publications a nombre de la RAS. A pesar de conservar su nombre, la revista dejó de publicarse mensualmente en la década de 1960 (pasando a 36 números por año), y tampoco lleva los avisos del RAS.
MNRAS publica dos tipos de artículos: publicaciones académicas (llamadas en inglés papers), que pueden ser de cualquier extensión, y cartas, limitadas a una extensión de cinco páginas. Las cartas solían aparecer en páginas rosadas en la edición impresa, pero ahora solo son publicadas por completo en la edición en línea. El control editorial del diario es ejercido por la RAS a través de una mesa editorial profesional de astrónomos. Como parte del proceso editorial, todos los artículos son sujetos a revisión por un experto en la materia.